# Mona verda de les muntanyes Bale
La mona verda de les muntanyes Bale (Chlorocebus djamdjamensis) és un mico del Nou Món endèmic d'Etiòpia, on viu als boscos de bambú de les muntanyes Bale. Originalment fou descrita com a subespècie de la mona verda comuna (Chlorocebus aethiops). Anteriorment es classificava totes les espècies de mones verdes dins el gènere Cercopithecus.